# Ichthyodes floccosa
Ichthyodes floccosa là một loài bọ cánh cứng trong họ Cerambycidae.